# Udu
L'udu (igbo: ùdù) és un aeròfon plosiu (en aquest cas implosiu) i un idiòfon dels igbos de Nigèria. En la llengua Igbo, ùdù significa ‘vaixell’. De fet és una gerra d'aigua amb un forat addicional, que tocaven les dones igbo a les cerimònies. Normalment l'udu és fet d'argila. L'instrument és toca amb la mà. L'intèrpret produeix un so profund copejant ràpidament el forat gran. Hi ha moltes maneres de canviar els tons, depenent de la col·locació de l'altra mà al forat superior. A més, tot el recipient pot ser tocat amb els dits. Avui és molt utilitzat per percussionistes en estils de música diferents.

## Instruments derivats

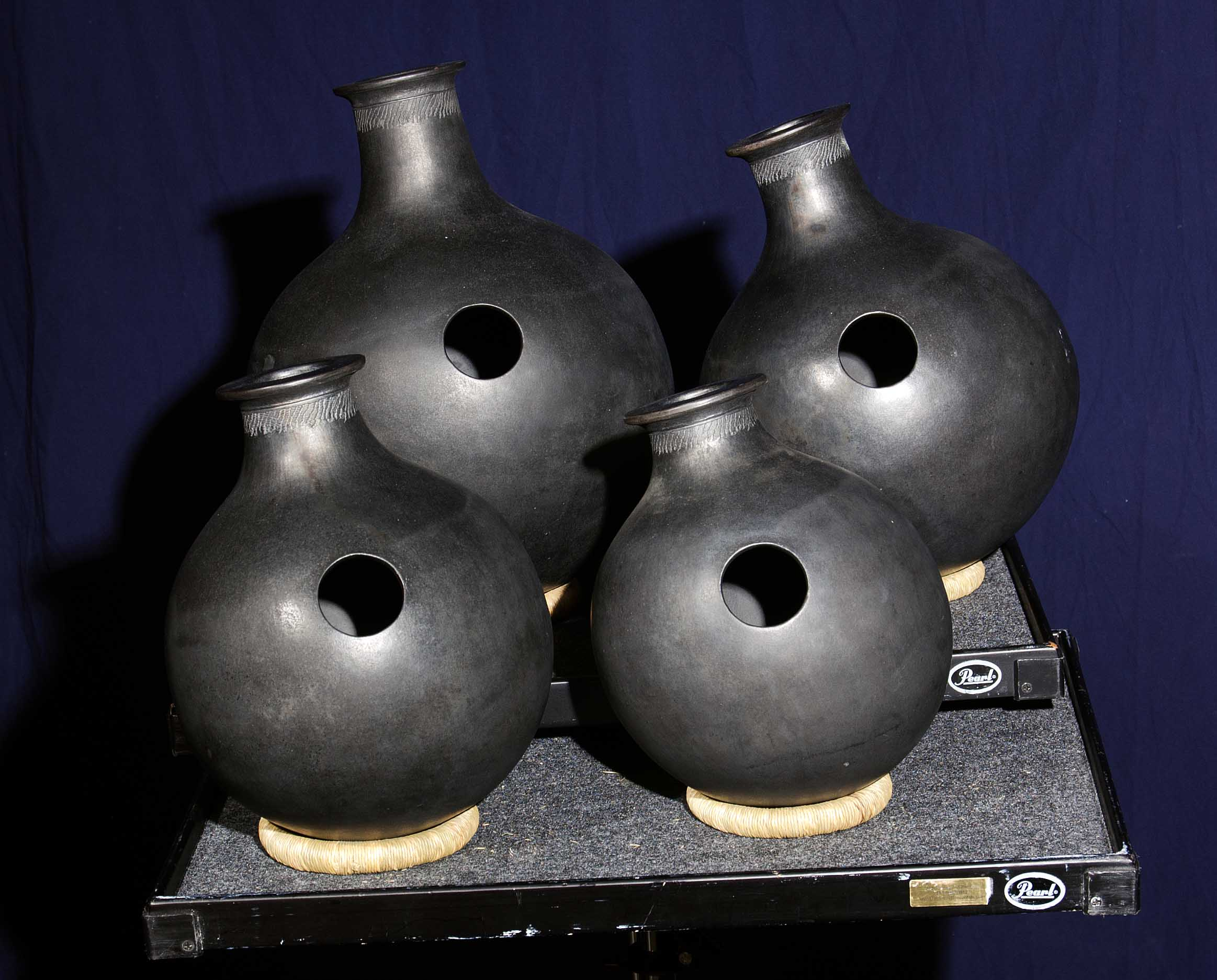
Udus

Existeixen diversos instruments, tradicionals i moderns, que han derivat de l'udu. Aquests inclouen l'utar, en el qual l'udu és allargat, més pla; el kim-kim, que té dues cambres i dos forats; i el zarbang-udu que afegeix una membrana de pell a les obertures, desenvolupat pel percussionista persa Benham Samani. La membrana i els forats es poden tocar amb una o dues mans a la vegada.